# The Bad Man
The Bad Man é um filme de faroeste estadunidense de 1941 estrelado por Wallace Beery ao lado de Lionel Barrymore, Laraine Day e Ronald Reagan. O filme foi escrito por Wells Root a partir da peça homônima de Porter Emerson Browne, de 1920, e dirigido por Richard Thorpe.

## Enredo
Gil Jones fica feliz em encontrar Lúcia, seu amor de infância, quando ela chega inesperadamente em seu rancho no México, mas ele descobre que ela agora é casada com Morgan Pell, um empresário de Nova York.

## Elenco
- Wallace Beery como Pancho Lopez
- Lionel Barrymore como Uncle Henry Jones
- Laraine Day como Lucia Pell
- Ronald Reagan como Gil Jones
- Henry Travers como Jasper Hardy
- Chris-Pin Martin como Pedro
- Tom Conway como Morgan Pell
- Chill Wills como Red Giddings
- Nydia Westman como Angela Hardy
- Charles Stevens como Venustiano